# Distrofia muscular de Becker
La distròfia muscular de Becker és un trastorn hereditari recessiu lligat al cromosoma X que es caracteritza per una debilitat muscular de progressió lenta de les cames i la pelvis. És un tipus de distrofinopatia. Això és causat per mutacions en el gen de la distrofina, que codifica la proteïna distrofina. La distròfia muscular de Becker està relacionada amb la distròfia muscular de Duchenne, ja que totes dues resulten d'una mutació del gen de la distrofina, però té un curs més suau.

## Senyals i símptomes
Alguns símptomes compatibles amb la distròfia muscular de Becker són:
- Debilitat muscular, amb una dificultat per caminar que incrementa gradualment[5]
- Debilitat severa de les extremitats superior[5]
- Marxa de puntetes[2]
- ús de la Maniobra de Gowers per aixercar-se del terra[6]
- Dificultat per a respirar[2]
- Deformitats Esqueletiques del Tòrax, i de l'Esquena (escoliosis)[2]
- Pseudohipertrofia dels bessons[5]
- Rampes musculars[5]
- Problemes Cardíacs[5]
- Creatine quinase elevada a nivell sanguini[5]

Les persones amb aquest trastorn solen experimentar una debilitat muscular progressiva dels músculs de la cama i la pelvis, que s'associa amb una pèrdua de massa muscular (desaprofitament). La debilitat muscular també es produeix als braços, al coll i a altres zones, però no tan notablement greu com a la meitat inferior del cos. Els músculs de la vedella inicialment s'amplien durant els 5-15 anys (un intent del cos per compensar la pèrdua de força muscular), però el teixit muscular augmentat és substituït per greix i teixit conjuntiu (pseudohipertròfia) a mesura que les cames s'utilitzen menys (amb ús de la cadira de rodes). 

### Complicacions
Les possibles complicacions associades a les distròfies musculars (MD) són les arrítmies cardíaques. La distròfia muscular de Becker (DMO) també demostra el següent:
- Discapacitat mental (menys freqüent en DMO que en DMD)[8]
- Insuficiència pulmonar[2]
- Pneumònia

## Genètica
El trastorn s'hereta amb un patró d'herència recessiva vinculat al cromosoma X. El gen es troba al cromosoma X. Com que les dones tenen dos cromosomes X, si un cromosoma X té el gen que no funciona, el segon cromosoma X tindrà una còpia de treball del gen per compensar, a causa d'aquesta capacitat de compensació, les dones poques vegades desenvolupen símptomes. Totes les distrofinopaties s'hereten de manera recessiva lligada al cromosoma X. El risc per als germans d'una persona afectada depèn de l'estat de portadora de la mare. Les dones portadores tenen un 50% de probabilitats de passar la mutació DMD en cada embaràs. Els fills que hereten la mutació es veuran afectats; les filles que hereten la mutació seran portadores. Els homes que tenen distròfia muscular de Becker poden tenir fills i totes les seves filles són portadores, però cap dels fills heretarà la mutació del seu pare.
La distròfia muscular de Becker es produeix aproximadament entre 1,5 i 6 de cada 100.000 parts masculins, cosa que la fa molt menys comuna que la distròfia muscular de Duchenne. Els símptomes solen aparèixer en homes d'entre 8 i 25 anys, però de vegades poden començar més tard. Pot ser aconsellable l'assessorament genètic quan els possibles portadors o pacients vulguin tenir fills. Els fills d'un home amb distròfia muscular de Becker no desenvolupen el trastorn, però les filles seran portadores (i alguns portadors poden experimentar alguns símptomes de distròfia muscular); els fills de les filles poden desenvolupar el trastorn.

## Diagnòstic

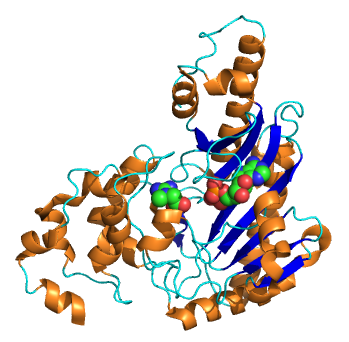
Creatina cinasa

Pel que fa al diagnòstic de distròfia muscular de Becker, el desenvolupament de símptomes s'assembla al de la distròfia muscular de Duchenne. Un examen físic indica la manca de músculs pectorals i del braç superior, especialment quan la malaltia passa desapercebuda durant els primers anys de l'adolescència. La debilitat muscular comença a les cames i a la pelvis i després avança cap als músculs de les espatlles i el coll. L'engrandiment muscular del triceps sural (pseudohipertròfia) és força evident. Entre els exàmens / proves realitzats hi ha:
- Biòpsia muscular (elimina un petit tros de teixit muscular, generalment de la cuixa, per comprovar si hi ha distrofina a les cèl·lules musculars.)
- Prova de creatina-cinasa (comprova el nivell de proteïnes de creatina cinasa a la sang. Les proteïnes creatina-cinasa es troben normalment dins de cèl·lules musculars sanes, però es poden trobar a la sang quan es danyen les cèl·lules musculars.)
- Electromiografia (mostra que la debilitat és causada per la destrucció del teixit muscular en lloc de perjudicis als nervis .)
- Proves genètiques (busca la supressió, la duplicació o la mutació del gen de la distrofina.)

## Tractament
Encara no es coneix cap cura per a la distròfia muscular de Becker. El tractament està dirigit al control dels símptomes per maximitzar la qualitat de vida que es pot mesurar mitjançant qüestionaris específics. Es fomenta l'activitat. La inactivitat (com descansar al llit) o seure massa temps pot empitjorar la malaltia muscular. La fisioteràpia pot ser útil per mantenir la força muscular. Els aparells ortopèdics com ara fèrules i cadires de rodes poden millorar la mobilitat i l'autocura.
Se sap que els esteroides immunosupressors ajuden a frenar la progressió de la distròfia muscular de Becker. La prednisona del fàrmac contribueix a augmentar la producció de proteïna utrofina que s'assembla molt a la distrofina, la proteïna deficient en la DMO.
Els problemes cardíacs que es produeixen amb EDMD i la distròfia muscular miotònica poden requerir un marcapassos.
El fàrmac investigador Debio-025 és un conegut inhibidor de la proteïna ciclofilina D, que regula la inflamació dels mitocondris en resposta a una lesió cel·lular. Els investigadors van decidir provar el fàrmac en ratolins dissenyats per portar MD després de proves anteriors de laboratori que van mostrar que suprimir un gen que codifica la ciclolilina D reduïa la inflamació i revertia o prevenia les característiques perjudicials de la malaltia muscular. Segons una revisió de Bushby, et al. si una proteïna primària no funciona correctament, potser una altra proteïna podria substituir-la augmentant-la. La regulació ascendent de proteïnes compensatòries s'ha fet en models de ratolins transgènics.

## Pronòstic
La progressió de la distròfia muscular de Becker és molt variable, molt més que la distròfia muscular de Duchenne. També hi ha una forma que es pot considerar com a intermèdia entre les distrofies Duchenne i Becker (DMD lleu o DMB severa). La gravetat de la malaltia pot estar indicada per l'edat del pacient a l'inici de la malaltia. Un estudi va demostrar que hi pot haver dos patrons diferents de progressió en la distròfia muscular de Becker. L'aparició aproximadament entre els 7 i els 8 anys mostra més afectació cardíaca i problemes per pujar escales als 20 anys, si l'aparició és al voltant dels 12 anys, hi ha menys afectació cardíaca.
La qualitat de vida dels pacients amb distròfia muscular de Becker es pot veure afectada pels símptomes del trastorn. Però amb els dispositius d'assistència es pot mantenir la independència. Les persones afectades per la distròfia muscular de Becker encara poden mantenir estils de vida actius.

## Història
La distròfia muscular de Becker rep el nom del metge alemany Peter Emil Becker que en va publicar un article el 1955.